# Per Falk (militär)
Per (Pelle) Falk, född 19 oktober 1879 i Eskilstuna, Södermanlands län, död 12 maj 1944 i Östersund, Jämtlands län, var en svensk militär (överste). Han var brorson till Matths och Svante Falk.

## Biografi
Falk avlade officersexamen 1901 och blev underlöjtnant vid Andra Svea artilleriregemente i Uppsala samma år. Han blev löjtnant där 1905 och kapten 1915. Falk blev major i armén 1926, vid Norrlands artilleriregemente 1926 samt var major och chef för Norrbottens artillerikår 1928–1931. Han var överstelöjtnant och chef för Gotlands artillerikår 1931–1934 och överste och chef för Norrlands artilleriregemente 1934–1939. Falk försattes i reserven 1939 och var jaktvårdskonsulent i Jämtlands län från 1939.
Falk var son till läroverkskollegan Adauctus "Ade" Falk och Lalla Trosander. Han gifte sig den 7 maj 1904 med Märta Helena Schröder, född 28 april 1883 i Ödeby, Örebro län, död 28 maj 1969 i Linköping, Östergötlands län. Schröder var dotter till majoren C. H. Schröder och Ida Ohlson. Falk gravsattes på Västra griftegården i Linköping.

## Utmärkelser
- Hans Majestäts Konungens skjutpris för batterichefer (1921)[5]
- Riddare av Svärdsorden (1922)[7]
- Svenska jägarförfundets jubileumsmedalj och hederstecken[5]
- Kommendör av andra klassen av Svärdsorden (1937)[8]